# Сидади-Велья
Сидади-Велья (порт. Cidade Velha; то есть «старый город») — город на острове Сантьягу недалеко от Праи, старейший в Кабо-Верде. Население — 3319 жителей (2021).
Город под названием Рибейра-Гранде (Ribeira Grande, «большая река») заложил в 1462 году первооткрыватель островов Зелёного мыса — португальский мореплаватель Антонио Ноли. Он долгое время служил юго-восточной точкой «золотого треугольника» и превосходил по богатству все прочие города на западном побережье Африки. В 1497-98 гг. в бухту Рибейра-Гранде заходили суда Колумба и Васко да Гамы.
С упадком Португальской империи торговое значение Сидади стало падать. В 1590 году Филипп II повелел соорудить форт для защиты от нападений англичан и французов. Во время Войны за испанское наследство в мае 1712 года, город был взят, разграблен и подожжён французскими пиратами под командованием Жака Кассара, а в 1770 году губернатор островов перенёс свою резиденцию в Праю.
Центр города в 2009 году был занесён ЮНЕСКО в список Всемирного наследия как «первый колониальный форпост Европы в тропиках». О золотом веке Сидади ныне напоминают немногочисленные памятники старины — мраморный столп на главной площади (XVI век), развалины старинного кафедрального собора, а также неплохо сохранившийся португальский форт Форте Реал де Сан Филипе, строительство которого шло с 1587 по 1593 год и ныне являющийся музеем.